# Lactuca tenerrima
Lactuca tenerrima — вид квіткових рослин родини айстрові (Asteraceae). лат. tenerrima — «м'який, найніжніший».

## Опис
Багаторічна рослина. Стебла сильно гіллясті, синьо-зелені, до 50 см, дерев'янисті при основі, виділяють біле липке "молоко". Рідкісні листки. Має блакитні квітки з синьо-зеленими приквітками. Плоди близько 4 мм, мають чубок з білих волосків. Цвітіння і плодоношення з червня по жовтень.

## Поширення
Марокко, Франція; Гібралтар, Іспанія. Росте в ущелинах вапнякових скель в між 500 і 900 м.

## Галерея

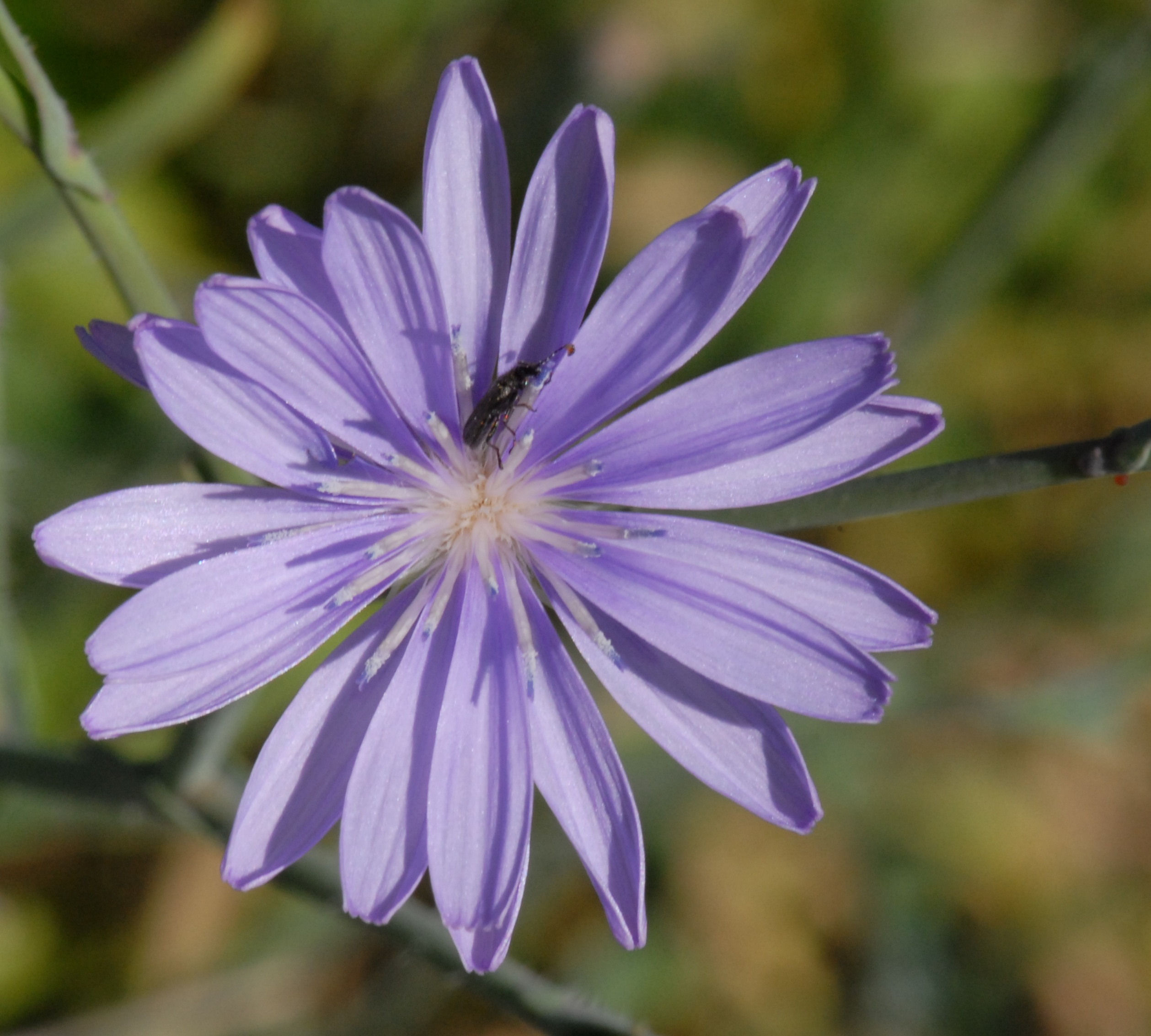